# 原田喜右衛門
原田 喜右衛門（はらだ きえもん、生没年不詳）は、安土桃山時代の畿内出身の長崎商人。キリスト教に帰依し「パウロ」の洗礼名を持ったが、のち背教している。

## 生涯
喜右衛門は長崎在住の商人で、フィリピン貿易を営んでいた。
天正19年（1591年）、部下の原田孫七郎と共に、豊臣秀吉の使者として、スペイン領フィリピンに日本国への朝貢を要求する内容の書状を持ってマニラのスペイン領フィリピンの総督ゴメス・ペレス・ダスマリニャスのもとに出向き交渉した。その答礼使としてドミニコ会派のフアン・コボが翌年来日した。喜右衛門は帰国するコボと共に、遣使としてフィリピンに渡ったが、コボが帰途台湾沖で遭難した。
文禄2年（1593年）4月、原田喜右衛門は豊臣秀吉の使者として、マニラに到着した。
喜右衛門はフィリピンは防備が薄いので、秀吉の征服は容易であると進言した。しかし、文禄元年（1592年）に秀吉は朝鮮出兵を開始しており、フィリピン問題には力が入らなかった。さらにフィリピン諸島との中間地点の重要性から台湾の占領も秀吉に進言し、自ら台湾征服を願い出てたが、これも秀吉に余裕がなかった。当時喜右衛門は全財産を失い、その能力もなくついにフィリピン貿易を中止した 。
スペイン人商人のアビラ・ヒロンによれば、喜右衛門は裕福な商人であったが、浪費好きで、身分不相応に見栄を張り、破産していたと伝えられる。人柄は極めて聡明で抜け目のない、腹黒い、目はしのきく男であると評している 。

## 関連作品
- 『黄金の日日』（1978年。NHK大河ドラマ。演：唐十郎）